# Rarotongamonark
Rarotongamonark (Pomarea dimidiata) är en fågel i familjen monarker inom ordningen tättingar.

## Utseende och läte
Rarotongamonarken är en 14–15 cm lång flugsnapparliknande fågel. I adult dräkt är den mörkt skiffergrå ovan med vit tygel och vit under. Stjärten är svartaktig med gråaktig undersida. Ögat är mörkt, näbben och benen blygrå.
Fjäderdräkten har en ovanlig successiv utveckling från ungfågel till adult som sträcker sig över fyra år. Första året är den orangefärgad med gult på nedre näbbhalvan. Andra året är näbben helt stålblå. Tredje året är fjäderdräkten orange och grå. Först vid fjärde året uppnår den sin slutliga svartvita dräkt. Bland lätena hörs olika disharmoniska ljud. Hanens högljudda upprepade revirläte har gett upphov till fågelns lokala onomatopoetiska namn, Kakerori.

## Utbredning och status
Fågeln förekommer i undervegetationen i skogar på Rarotonga (sydvästra Cooköarna). Den behandlas som monotypisk, det vill säga att den inte delas in i några underarter.

## Status
Rarotongamonarken var tidigare en av världens mest sällsynta fåglar, men har efter omfattande bevarandearbete räddats från utrotningens brant. Beståndet ökar i antal igen, men är fortfarande mycket litet, liksom utbredningsområdet, vilket gör den känslig för plötsliga händelser som exempelvis cykloner. Internationella naturvårdsunionen IUCN kategoriserar den därför som sårbar. Världspopulationen uppskattas till 500 vuxna individer.